# تلمبه حسین‌آباد فهرجی
تلمبه حسین‌آباد فهرجی یک منطقهٔ مسکونی در ایران است که در دهستان فردوس (رفسنجان) واقع شده‌است.